# Gran Premio d'Italia 1969
Il Gran Premio d'Italia 1969, XL Gran Premio d'Italia e ottava gara del campionato di Formula 1 del 1969, si è svolto il 7 settembre sul Circuito di Monza ed è stato vinto da Jackie Stewart su Matra-Ford.

## Qualifiche
| Pos | No | Pilota               | Costruttore  | Scuderia                              | Tempo   | Distacco |
| --- | -- | -------------------- | ------------ | ------------------------------------- | ------- | -------- |
| 1   | 4  | Jochen Rindt         | Lotus-Ford   | Gold Leaf Team Lotus                  | 1:25.48 | -        |
| 2   | 16 | Denny Hulme          | McLaren-Ford | Bruce McLaren Motor Racing            | 1:25.69 | +0.21    |
| 3   | 20 | Jackie Stewart       | Matra-Ford   | Matra International                   | 1:25.82 | +0.34    |
| 4   | 32 | Piers Courage        | Brabham-Ford | Frank Williams Racing Cars            | 1:26.48 | +1.00    |
| 5   | 18 | Bruce McLaren        | McLaren-Ford | Bruce McLaren Motor Racing            | 1:26.48 | +1.00    |
| 6   | 22 | Jean-Pierre Beltoise | Matra-Ford   | Matra International                   | 1:26.72 | +1.24    |
| 7   | 28 | Jack Brabham         | Brabham-Ford | Motor Racing Developments Ltd         | 1:26.90 | +1.42    |
| 8   | 30 | Jo Siffert           | Lotus-Ford   | Rob Walker/Jack Durlacher Racing Team | 1:27.04 | +1.56    |
| 9   | 2  | Graham Hill          | Lotus-Ford   | Gold Leaf Team Lotus                  | 1:27.31 | +1.83    |
| 10  | 14 | John Surtees         | BRM          | Owen Racing Organisation              | 1:27.40 | +1.92    |
| 11  | 12 | Jackie Oliver        | BRM          | Owen Racing Organisation              | 1:28.40 | +2.92    |
| 12  | 10 | Pedro Rodríguez      | Ferrari      | Scuderia Ferrari SpA SEFAC            | 1:28.47 | +2.99    |
| 13  | 36 | Silvio Moser         | Brabham-Ford | Silvio Moser Racing Team              | 1:28.51 | +3.03    |
| 14  | 6  | John Miles           | Lotus-Ford   | Gold Leaf Team Lotus                  | 1:30.56 | +5.08    |
| 15  | 10 | Ernesto Brambilla    | Ferrari      | Scuderia Ferrari SpA SEFAC            | 1:30.86 | +5.38    |
| 16  | 26 | Jacky Ickx           | Brabham-Ford | Motor Racing Developments Ltd         | 1:37.06 | +11.58   |

## Gara
| Pos | No | Pilota               | Costruttore  | Giri | Tempo/Ritiro              | Pos. Griglia | Punti |
| --- | -- | -------------------- | ------------ | ---- | ------------------------- | ------------ | ----- |
| 1   | 20 | Jackie Stewart       | Matra-Ford   | 68   | 1:39:11.26                | 3            | 9     |
| 2   | 4  | Jochen Rindt         | Lotus-Ford   | 68   | + 0.08                    | 1            | 6     |
| 3   | 22 | Jean-Pierre Beltoise | Matra-Ford   | 68   | + 0.17                    | 6            | 4     |
| 4   | 18 | Bruce McLaren        | McLaren-Ford | 68   | + 0.19                    | 5            | 3     |
| 5   | 32 | Piers Courage        | Brabham-Ford | 68   | + 33.44                   | 4            | 2     |
| 6   | 10 | Pedro Rodríguez      | Ferrari      | 66   | + 2 Giri                  | 12           | 1     |
| 7   | 16 | Denny Hulme          | McLaren-Ford | 66   | + 2 Giri                  | 2            |       |
| 8   | 30 | Jo Siffert           | Lotus-Ford   | 64   | Motore                    | 8            |       |
| 9   | 2  | Graham Hill          | Lotus-Ford   | 63   | Trasmissione              | 9            |       |
| 10  | 26 | Jacky Ickx           | Brabham-Ford | 61   | Mancanza di benzina       | 16           |       |
| NC  | 14 | John Surtees         | BRM          | 60   | Non Classificato          | 10           |       |
| Ret | 12 | Jackie Oliver        | BRM          | 48   | Pressione dell'olio       | 11           |       |
| Ret | 36 | Silvio Moser         | Brabham-Ford | 9    | Perdita di benzina        | 13           |       |
| Ret | 28 | Jack Brabham         | Brabham-Ford | 6    | Perdita d'olio            | 7            |       |
| Ret | 6  | John Miles           | Lotus-Ford   | 3    | Motore                    | 14           |       |
| DNS | 10 | Ernesto Brambilla    | Ferrari      | 0    | Auto guidata da Rodríguez | 15           |       |

## Statistiche

### Piloti
- 1º Titolo Mondiale per Jackie Stewart
- 11° vittoria per Jackie Stewart
- Ultimo Gran Premio per Ernesto Brambilla

### Costruttori
- 1° e unico Titolo Mondiale per la Matra
- 9ª e ultima vittoria per la Matra
- 60° podio per la Lotus
- 10º giro più veloce per la Matra

### Motori
- 23° vittoria per il motore Ford Cosworth

### Giri al comando
- Jackie Stewart (1-6, 9-17, 19-24, 28-30, 33, 35-36, 38-68)
- Jochen Rindt (7, 25-27, 31, 34, 37)
- Denny Hulme (8)
- Piers Courage (18, 32)

## Classifiche Mondiali

### Piloti
| Pos. | Pilota               | Punti |
| ---- | -------------------- | ----- |
| 1    | Jackie Stewart       | 60    |
| 2    | Bruce McLaren        | 24    |
| 3    | Jacky Ickx           | 22    |
| 4    | Graham Hill          | 19    |
| 5    | Jean-Pierre Beltoise | 16    |
| 6    | Jo Siffert           | 15    |
| 7    | Denny Hulme          | 11    |
| 8    | Piers Courage        | 10    |
| 9    | Jochen Rindt         | 9     |
| 10   | Chris Amon           | 4     |
| 11   | Richard Attwood      | 3     |
|      | Vic Elford           | 3     |
| 13   | John Surtees         | 2     |
| 14   | Jack Brabham         | 1     |
|      | Pedro Rodríguez      | 1     |

### Costruttori
| Pos. | Team                  | Punti   |
| ---- | --------------------- | ------- |
| 1    | Matra-Ford Cosworth   | 60      |
| 2    | Lotus-Ford Cosworth   | 34      |
| 3    | Brabham-Ford Cosworth | 30      |
| 4    | McLaren-Ford Cosworth | 27 (29) |
| 5    | Ferrari               | 5       |
| 6    | BRM                   | 2       |